# Medico per forza
Pour plus de détails, voir Fiche technique et Distribution.
Medico per forza est un film italien réalisé par Carlo Campogalliani, sorti en 1931. Il s'agit d'une adaptation très libre de la pièce de Molière Le Médecin malgré lui d'une manière similaire au caractère.

## Synopsis
Adaptation de Sganarelle.

## Fiche technique
- Titre : Medico per forza
- Réalisation : Carlo Campogalliani
- Scénario : Ettore Petrolini, Carlo Campogalliani, d'après la pièce de Molière Le Médecin malgré lui
- Photographie : Ubaldo Arata, Carlo Montuori, Massimo Terzano (it)
- Musique : Pietro Sassoli (it)
- Société de production : Società Italiana Cines
- Pays de production :  Royaume d'Italie
- Format : Noir et blanc ; Mono
- Genre : Comédie
- Durée : 55 minutes
- Dates de sortie :
  - Royaume d'Italie : février 1931

## Distribution
- Ettore Petrolini : Sganarella
- Tilde Mercandalli : Lucinda
- Letizia Quaranta : Martina
- Augusto Contardi : Geronte
- Sergio Rovida : Leandro

## À noter
- Après avoir essayé pendant longtemps sur la scène, Ettore Petrolini[1] réinvente Sganarelle, d'une manière proche au caractère Bertoldo de Giulio Cesare Croce. Se référant à Petrolini, le critique de cinéma Filippo Sacchi avait écrit « Vous devez l'accepter tel qu'il est, avec son tempérament et ses qualités admirables ... avec le grotesque et la blague qui échappent même sans logique dans le genre comique »[2]